# 宇佐美淳
宇佐美 淳（うさみ じゅん、1910年9月1日 - 1980年5月9日）は、日本の俳優。宇佐美 淳也、宇佐美 諄の芸名でも活躍した。本名：駒木 五郎。

## 来歴・人物
岩手県二戸郡姉帯村出身。東京農業大学中退後に明治大学を卒業。その後は松尾自動車会社に就職。1937年、新興キネマに入社。映画役者として端役からキャリアを積み、二枚目スターとしての地位を確立。
その後大映、松竹、東映と各社の作品で活躍し、1960年代以降は脇役に転じた。
映画産業の斜陽後はテレビドラマに活躍の場を移す。特撮作品の科学者役や一般作品の老紳士役といった知的で上品な善役を主に演じる一方、政財界の大物フィクサーなどの黒幕役としても重厚な演技を見せた。
1980年5月9日、脳出血で死去。69歳没。
2010年9月20日、「俳優 宇佐美淳 生誕100年記念」イベントが鎌倉生涯学習センターホールで開催された。
特撮テレビドラマ『ミラーマン』で共演した石田信之は、宇佐美について「昔気質の潔癖な方で、時間をきっちり守る方だった」と述懐している。石田とともに『ミラーマン』で共演した工藤堅太郎は、「穏やかだったが頑固なところがあり、譲らないところは譲らない面があった」と述懐している。

## 家族
- 妻の英子は岩村通俊の孫。
- 孫娘は、女優、モデル、リポーターの駒木宏美。

## 主な出演作品

### 映画
- 貧しき者の幸福（1938年、新興キネマ） - 加藤六郎
- 白衣の兵隊（1939年、新興キネマ） - 三島一等兵
- 若い力（1939年、新興キネマ） - 富塚良太
- 母の願ひ（1940年、新興キネマ） - 有馬義男
- 太平洋行進曲（1940年、新興キネマ） - 北條正一
- 花嫁峠（1941年、新興キネマ） - 由井医師
- 太陽先生（1941年、新興キネマ） - 太陽先生（吉武晋作）
- 維新の曲（1942年、大映） - 山県狂介
- 香港攻略 英國崩るゝの日（1942年、大映）
- 風雪の春（1943年、大映） - 中谷賢太郎
- 出征前十二時間（1943年、大映）
- ベンガルの嵐（1944年、大映）
- 最後の帰郷（1945年、大映） - 水戸中尉
- 修道院の花嫁（1946年、大映） - 宇野雄吉
- 二連銃の鬼（1947年、松竹）
- 愛情十字路（1948年、松竹）
- 君待てども（1949年、松竹）
- 生さぬ仲（1949年、松竹）
- 晩春（1949年、松竹） - 服部昌一
- 新妻の性典（1950年、松竹）
- 初恋問答 (1950年、松竹) - 五郎
- 絢爛たる殺人（1951年、大映） - 川野警部
- 生き残った弁天様（1952年、大映）
- 七番街襲撃（1953年、東映）
- 憧れの星座（1953年、東映）
- あゝ洞爺丸（1954年）
- 放浪記（1954年、東映）
- 多羅尾伴内シリーズ（東映）
  - 曲馬団の魔王（1954年） - 目賀田重義
  - 復讐の七仮面（1955年） - 大沢警部
  - 戦慄の七仮面（1956年） - 大沢警部
  - 七つの顔の男だぜ（1960年） - 石田捜査課長
- 青春航路 海の若人（1955年、東映） - 緑川俊二
- 終電車の死美人（1955年、東映） - 阿川捜査一課長
- 赤穂浪士 天の巻 地の巻（1956年、東映） - 柳沢出羽守
- 三つ首塔（1956年、東映） - 上杉欣吉
- 続源義経（1956年、東映） - 藤原秀衡
- 地獄岬の復讐（1957年、東映） - 山本仙助
- 月光仮面（1958年、東映） - 中山博士
- 眼の壁（1958年、松竹） - 舟坂英明
- 富獄秘帖（1959年） - 榊原越中守忠常
- 水戸黄門漫遊記 怪魔八尺坊主（1960年、東映） - 水戸黄門光圀
- 新吾十番勝負 第三部 / 完結篇（1960年、東映） - 酒井讃岐守
- 桃太郎侍 江戸の修羅王 / 南海の鬼（1960年、東映） - 神島伊織
- 俺が地獄の手品師だ（1961年、東映） - 武藤警視
- 風来坊探偵シリーズ（1961年、ニュー東映）
- 風来坊探偵 赤い谷の惨劇 - 上田清太郎
- 風来坊探偵 岬を渡る黒い風 - 南条昌太郎
- 恋や恋なすな恋（1962年、東映） - 賀茂保憲
- 暗黒街最後の日（1962年、東映） - 水上部長
- 酔いどれ無双剣（1962年、東映）
- 無法松の一生（1963年、東映） - 大木戸兵衛
- 人生劇場 新・飛車角（1964年、東映） - 瓢吉
- 隠密剣士（1964年、東映） - 呑海
- 殺人者を消せ（1964年、日活） - 林真太郎
- 敗れざるもの（1964年、日活） - 高村圭吾
- 香華（1964年、松竹）
- 顔役（1965年、東映） - 尾関
- ボスは俺の拳銃で（1966年、東映） - 片岡重臣
- 日本侠客伝 絶縁状（1968年、東映） - 三輪社長
- 黒蜥蜴（1968年、松竹） - 岩瀬庄兵衛
- 賞金稼ぎ（1969年、東映） - 桑島織部
- 幽霊屋敷の恐怖 血を吸う人形（1970年、東宝） - 山口淳之介医師
- トラ・トラ・トラ!（1970年、20世紀フォックス） - 吉田善吾海軍大将

　etc.

### テレビドラマ
- 夫婦百景 第59回「うそと夫婦」（1959年、NTV） ※「宇佐美淳也」名義
- 人生の四季（1961年、NTV）
  - 第23回「生命の道」（1961年） ※「宇佐美淳也」名義
  - 第30回「晩餐後の筋書」（1961年）
  - 第34回「生命新しく」（1962年）
- 隠密剣士（TBS / 宣弘社） - 呑海（西念寺住職）
  - 第2部「忍法甲賀衆」第1話（1963年） ※「宇佐見淳也」名義
  - 第3部「忍法伊賀十忍」第1話（1963年）
- 連続テレビ小説 / あかつき（1963年 - 1964年、NHK） - 大西　※宇佐美が出演した第235話の映像が現存する
- それからの武蔵（1964年、MBS / 東伸テレビ映画） - 本阿弥光悦
- 風雪 / 大樹のしげり（1964年、NHK） - 畠山外記
- 太閤記（1965年、NHK） - 松下嘉兵衛
- ライオン奥様劇場（CX）
  - 愛染かつら（1965年）
  - 若草物語（1973年） - 岩城卓造
- 絶唱（1965年、TBS）
- ナショナルゴールデン劇場 / 逃亡（1966年、NET）
- 秘密指令883 第3話「聖徳太子が二人いた」（1967年 - 1968年、フジテレビ）-世紀社社長 川上
- 光速エスパー（1967年、NTV / 宣弘社） - 朝川博士（光波エネルギー研究所の所長）
- 竜馬がゆく（1968年、NHK） - 白石正一郎
- 大奥（1968年、KTV / 東映） - 矢島彦太夫
  - 第5話「緋牡丹の佳人」
  - 第6話「恐ろしきたくらみ」
- 戦え! マイティジャック（1968年、CX / 円谷プロ） - ゼネラル藤井
- 風 第18話「過去からの呼出し状」（1968年、TBS / 松竹） - 八右ヱ門
- 銭形平次 第97話「女雛は知っていた」（1968年、CX / 東映） - 後藤庄三郎
- 帰って来た用心棒 第14話「仕官の日」（1968年、NET / 東映）
- 東京コンバット 第4話「殺人設計図」（1968年、CX / 東宝） - 金光大伍郎
- キイハンター（TBS / 東映）
  - 第34話「墓を掘る殺し屋たち」（1968年）
  - 第53話「皆殺しの標的」（1969年）
  - 第90話「殺し屋たちのクリスマスイブ」（1969年）
  - 第111話「成金泥棒たちの国際会議」（1970年）
  - 第165話「真珠湾から来た謎の女」（1971年） - 紅林秀之
  - 第243話「情無用! 人殺しの神様」（1972年）
  - 第257話「世界のギャング日本上陸」（1973年） - 氷村
- 五人の野武士 第13話「赤い砦の狼」（1968年、NTV / 三船プロ） - 小出治右衛門
- 素浪人 花山大吉 第11話「その一言に弱かった」（1969年、NET / 東映） - 安藤頼母
- 怪奇大作戦 第20話「殺人回路」（1969年、TBS / 円谷プロ） - 神谷清五郎（神谷商事社長）
- 絢爛たる復讐 第5話「悪の華のブルース」（1969年、NET / 東映）
- プレイガール（12ch / 東映）
  - 第2話「殺しからの大脱走」（1969年）
  - 第113話「大菩薩峠の決闘」（1971年） - 一条
- 江戸川乱歩シリーズ 明智小五郎 第3話「黄金仮面」（1970年、12ch / 東映）
- だいこんの花（1970年、NET）
- 火曜日の女シリーズ「恋の罠」（1970年、NTV / 東宝)
- 水戸黄門（TBS / C.A.L）
  - 第2部 第2話「暗殺 -郡山-」（1970年） - 皆川主膳
  - 第3部 第1話「南から来た密使 -水戸-」（1971年） - 桂三左衛門
  - 第4部 ※ 宇佐美淳也名義
    - 第6話「越後血風録 -高田-」（1973年） - 大隈帯刀
    - 第23話「泥棒にされた黄門さま -庄内-」（1973年） - 山岸治郎右衛門

  - 第6部 第1話「怒れ! 薩摩隼人 -鹿児島-」（1975年） - 小松将監
- 大忠臣蔵（1971年、NET / 東映） - 進藤八郎右衛門
- ミラーマン（1971年 - 1972年、CX / 円谷プロ） - 御手洗博士
- ライオン奥様劇場 / 落城の舞い（1972年、CX / NMC） - 徳川家康
- ファイヤーマン 第2話「武器は科学だS・A・F」（1973年、NTV / 円谷プロ） - 海洋開発センター所長
- ジキルとハイド 第12話「偽りの園」（1973年、CX / 東宝） - 濱口
- 江戸を斬る 梓右近隠密帳（TBS / C.A.L]）
  - 第8話「喜内のにわか彦左」（1973年） - 大草壱岐守
  - 第19話「盗人ざんげ」（1974年） - 土井大炊頭
- 太陽にほえろ!（NTV / 東宝）
  - 第86話「勇気ある賭け」（1974年） - "箱根の人"
  - 第135話「ある敗北」（1975年） - "箱根の人"
- 宇宙鉄人キョーダイン（1976年、MBS / 東映） - 葉山博士
- いろはの"い" 第29話「鉄砲玉の唄」（1977年、NTV / 東宝） - 浅野
- 小さなスーパーマン ガンバロン 第3話「危うし! SL・新幹線」（1977年、NTV / 創英舎）
- 大空港 第29話「戦慄! 空港VIP室占拠事件」（1979年、CX / 松竹） - 広中物産社長
- 俺たちは天使だ! 第6話「運が良ければ痛み分け」（1979年、NTV / 東宝） - 大瀧剛造
- 土曜ワイド劇場 / 江戸川乱歩の黄金仮面II 桜の国の美女（1980年、ANB） - 白銀弥之助 　etc.

### アニメ
- 安寿と厨子王丸（1961年、東映動画） - 父・岩本判官[5]

## 関連書籍
- 『日本映画スチール集 新興キネマ モダニズム篇』（立花忠男 編著、ワイズ出版、2002年1月） ISBN 4898301274